# 平伊望
平 伊望（たいら の これもち）は、平安時代前期の公卿。桓武平氏高棟流、中納言・平惟範の次男。官位は従三位・大納言。

## 経歴
寛平9年（897年）醍醐天皇の大嘗会に際して中宮・藤原穏子の御給により従五位下に叙爵し、昌泰3年（900年）尾張権守に任官する。中務少輔・勘解由長官を務めた後、延喜16年（916年）左衛門佐、延喜17年（917年）左近衛権少将、延喜19年（919年）左近衛少将と、醍醐朝中期に弁官を歴任した兄・時望と対照的に、伊望は武官を歴任する。
延喜21年（921年）正月に兄の時望と同時に従四位下に叙せられると、3月には蔵人頭に任ぜられる。延長3年（925年）少将を辞して中宮権大夫に遷ると、没するまで15年近くの長きに亘って中宮・藤原穏子に仕えた。延長5年（927年）参議に任ぜられ、兄の時望に先んじて公卿に列す。
議政官として、中宮(権)大夫のほか民部卿などを兼帯し、承平2年（932年）正四位下に昇進した。承平4年（934年）には、3月に皇太后・藤原穏子の御賀により先任の参議であった源清蔭・橘公頼を越えて正四位上に叙せられると、12月には従三位・中納言に昇進している。承平6年（936年）新国史編纂のために撰国史所が設置されると、藤原恒佐とともに別当に任ぜられる。
天慶元年（938年）右大臣・藤原恒佐と大納言・藤原扶幹が相次いで没し、時望は大臣に並ぶ藤原北家嫡流の藤原忠平・仲平兄弟に次いで太政官の第三位の席次を占め大納言に昇る。天慶2年（939年）11月16日薨去。享年59。最終官位は大納言従三位民部卿中宮大夫。

## 官歴
『公卿補任』による。
- 寛平9年（897年） 正月20日：聴雑袍（下弾正宣旨）。11月23日：従五位下（中宮御給大嘗会、元宮殿上人）
- 昌泰3年（900年） 5月15日：尾張権守
- 延喜5年（905年） 4月5日：中務少輔
- 延喜9年（909年） 正月17日：従五位上
- 延喜11年（911年） 2月15日：兼勘解由長官
- 延喜13年（913年） 4月15日：兼右兵衛佐
- 延喜16年（916年） 3月20日：左衛門佐。9月23日：昇殿
- 延喜17年（917年） 5月20日：左近衛権少将。11月17日：正五位下（朔旦冬至）
- 延喜18年（918年） 正月12日：兼讃岐権介（使宣旨）
- 延喜19年（919年） 正月28日：左近衛少将
- 延喜21年（921年） 正月7日：従四位下。正月30日：兼春宮亮（春宮・保明親王）。2月7日：昇殿。3月8日：蔵人頭[1]
- 延喜22年（922年） 正月30日[2]：兼讃岐守
- 延長元年（923年） 3月21日：止春宮亮（保明親王薨）。6月26日：兼式部権大輔、少将如元
- 延長3年（925年） 正月30日：兼中宮権大夫（中宮・藤原穏子）、止少将
- 延長5年（927年） 正月12日：参議、中宮権大夫式部権大輔如元
- 延長6年（928年） 正月7日：従四位上。正月29日：兼越前権守。6月9日：兼式部大輔
- 延長8年（930年） 正月29日：兼備前守。日付不詳：兼中宮大夫
- 承平元年（931年） 11月28日：兼皇太后宮大夫（皇太后・藤原穏子）
- 承平2年（932年） 正月7日：正四位下。8月30日：兼民部卿
- 承平3年（933年） 10月24日：兼伊予守
- 承平4年（934年） 3月28日：正四位上（皇太后御賀、越二人）。12月21日：中納言、従三位、民部卿皇太后宮大夫如元
- 承平6年（936年） 日付不詳：撰国史所別当
- 天慶元年（938年） 6月23日：大納言、民部卿中宮大夫如元
- 天慶2年（939年） 11月16日：薨去（大納言従三位民部卿中宮大夫）[3]

## 系譜
- 父：平惟範
- 母：人康親王娘
- 妻：不詳
- 生母不明の子女
  - 男子：平統理ー従五位下陸奥守
  - 男子：平善理ー従四位下木工頭贈従三位、大僧正天台座主覚慶の父
  - 男子：平実望
  - 女子：平伊望朝臣女ー後撰和歌集に入集のある歌人